# Gens Escribònia
La gens Escribònia (en llatí: gens Scribonia) va ser una gens romana d'origen plebeu que es menciona per primera vegada durant la Segona Guerra Púnica.
El primer membre que va obtenir el consolat va ser Gai Escriboni Curió l'any 76 aC. Els seus cognomens principals van ser Curió i Libó. Durant l'època imperial van portar algun altre cognom. En monedes només es troba el cognom Libó.